# ФК Пакруојис
ФК Пакруојис (литв. FC Pakruojis) је литвански фудбалски клуб из Пакруојиса. Тренутно се такмичи у Првој лиги Литваније.

## Историја
Клуб је основан 2016. године.

## Успеси

### Национални
- Друга лига (D2):
  - Првак (1): 2016.

## Сезоне (2016–2019)
| Сезон | Hиво | Лига       | Мјесто | Референце |
| ----- | ---- | ---------- | ------ | --------- |
| 2016  | 3.   | Друга лига | 1.     | [ 1 ]     |
| 2017  | 2.   | Прва лига  | 9.     | [ 2 ]     |
| 2018  | 2.   | Прва лига  | 7.     | [ 3 ]     |
| 2019  | 2.   | Прва лига  | 15.    | [ 4 ]     |